# Chœur de la radio de Berlin
Le Chœur de la radio de Berlin (Rundfunkchor Berlin en allemand) est un chœur allemand, basé à Berlin, actif depuis 1973.

## Historique
Le Chœur de la radio de Berlin tire son origine de la création d'un chœur de radio à Berlin (le Berliner Funkchor) en 1925, dissous en 1943. Sous son nom actuel, le Rundfunkchor Berlin résulte en 1973 de la fusion de deux ensembles, le Solistenvereinigung des Deutschlandsenders, fondé en 1945 par Helmut Koch, et le Grosse Chor des Berliner Rundfunks, fondé en 1948.
Aujourd'hui, c'est l'un des principaux chœurs professionnels d'Allemagne. Il est depuis 1994 une des quatre formations de la Rundfunk Orchester und Chöre GmbH Berlin (de) (ROC), aux côtés du Deutsches Symphonie-Orchester Berlin (DSO), du Rundfunk-Sinfonieorchester Berlin (RSB) et du RIAS Kammerchor.
Composé d'une soixantaine de choristes, il donne une cinquantaine de concerts par an dans un large répertoire, a cappella ou avec orchestre, qui s'étend de la musique de la Renaissance à la musique contemporaine.
En 2015, Gijs Leenaars (de) prend la succession de Simon Halsey à la tête de formation. En 2019, il est prolongé à ce poste jusqu'en 2025.

## Chefs de chœur
Comme chefs du chœur, se sont succédé, :
- Helmut Koch (en) (1945-1975) ;
- Heinz Rögner (1975-1982) ;
- Dietrich Knothe (en) (1982-1994) ;
- Robin Gritton (1994-2001) ;
- Simon Halsey (2001-2015) ;
- Gijs Leenaars (de) (depuis 2015).

## Créations
Le Chœur de la radio de Berlin est le créateur de plusieurs œuvres, de Carl Philipp Emanuel Bach (Auferstehung und Himmelfahrt Jesu, 1988), Frank Michael Beyer (en) (Resurrection, commande, 2003), Reiner Bredemeyer (en) (Das grosse Karthagos, 1982), Paul Dessau (Deutsches Miserere, 1966), Hanns Eisler (Cantate sur la mort de Lénine, 1958), Elena Firsova (Requiem sur des poèmes d'Anna Akhmatova, op. 100, 2003), Fritz Geißler (en) (Schöpfer Mensch, 1973), Jonathan Harvey (Messages, 2008 ; Weltethos, 2011), Hans Werner Henze (Symphonie no 9, 1997), Klaus Huber (Tenebrae, 2001), Mauricio Kagel (Schwarzes Madrigal, commande, 2000), Günter Kochan (Das Friedensfest, 1979), Siegfried Köhler (Poem « Das Reich des Menschen », 1966 ; Symphonie no 5 « Pro Pace », 1984), Siegfried Matthus (Laudate Pacem, 1976), Ernst Hermann Meyer (en) (Lied vom grossen Anderswerden, 1981), Wolfgang Rihm (Astralis pour violoncelle, percussion et chœur, commande, 2002), Dieter Schnebel (Motetus I, 1993), Mikis Theodorakis (Symphonie no 3, 1982 ; Sadduzäer-Passion, 1983 ; Symphonie no 7 « Symphonie de printemps », 1984) et Mark-Anthony Turnage (A Relic of Memory, 2004), notamment. 